# Port lotniczy

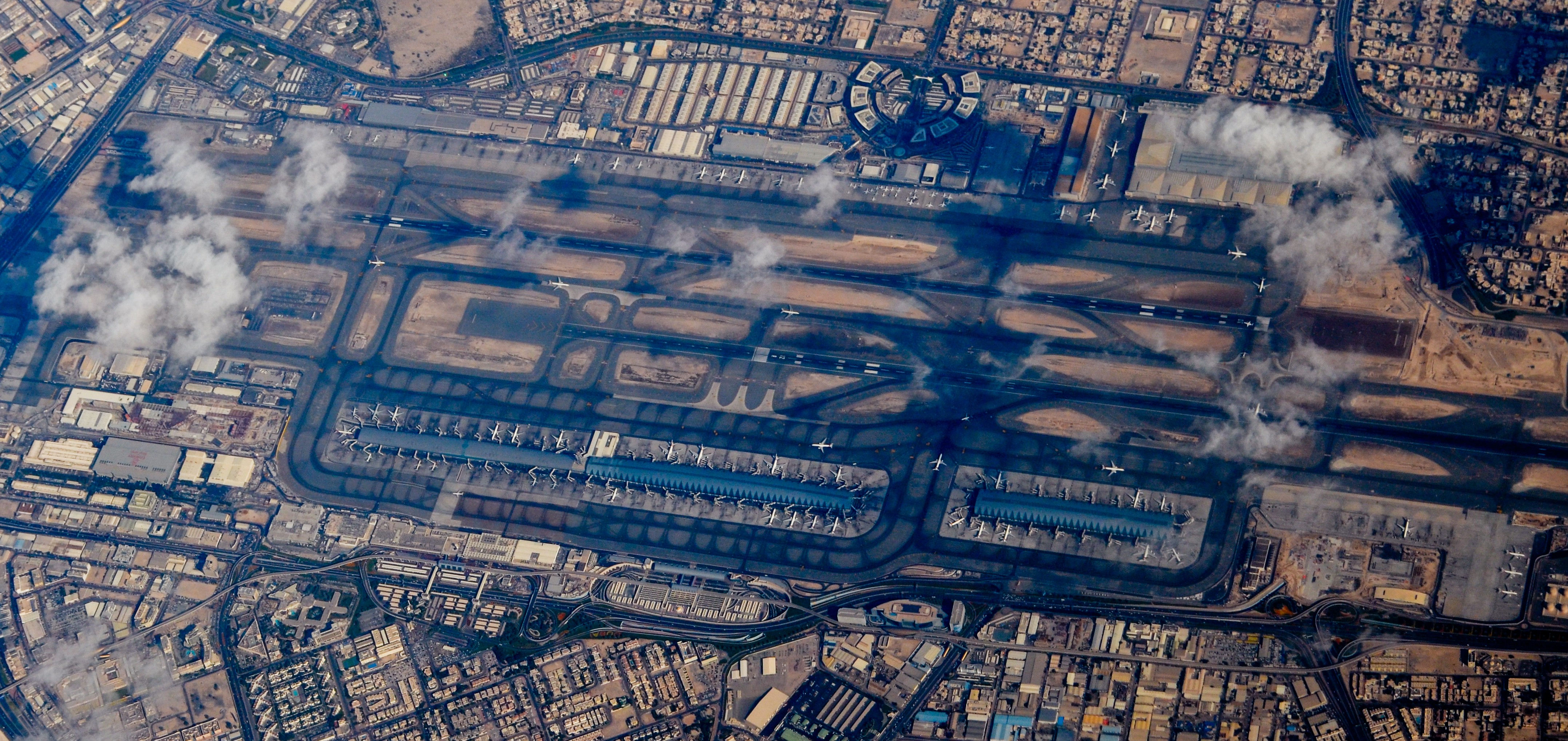
Widok z lotu ptaka na port lotniczy w Dubaju

Port lotniczy – lotnisko użytku publicznego wykorzystywane do lotów handlowych.
Stanowi obszar lądowy specjalnie dostosowany do lądowania, startu i poruszania się statków powietrznych, w tym urządzenia pomocnicze, których wymagają takie czynności, mając na uwadze wymogi ruchu statków powietrznych i ich obsługi, w tym urządzenia potrzebne dla obsługi lotów handlowych.
Porty lotnicze wyposażone są w urządzenia umożliwiające starty i lądowania, urządzenia do obsługi pasażerów i przeładunku towarów, urządzenia do obsługi samolotów.
Obowiązek użyteczności publicznej polega na zobowiązaniu zarządzającego lotniskiem do zapewnienia funkcjonowania lotniska, z zachowaniem określonych wymagań, których zarządzający lotniskiem nie spełniłby, kierując się jedynie interesem handlowym lub statutowym.